# Dike (geologie)

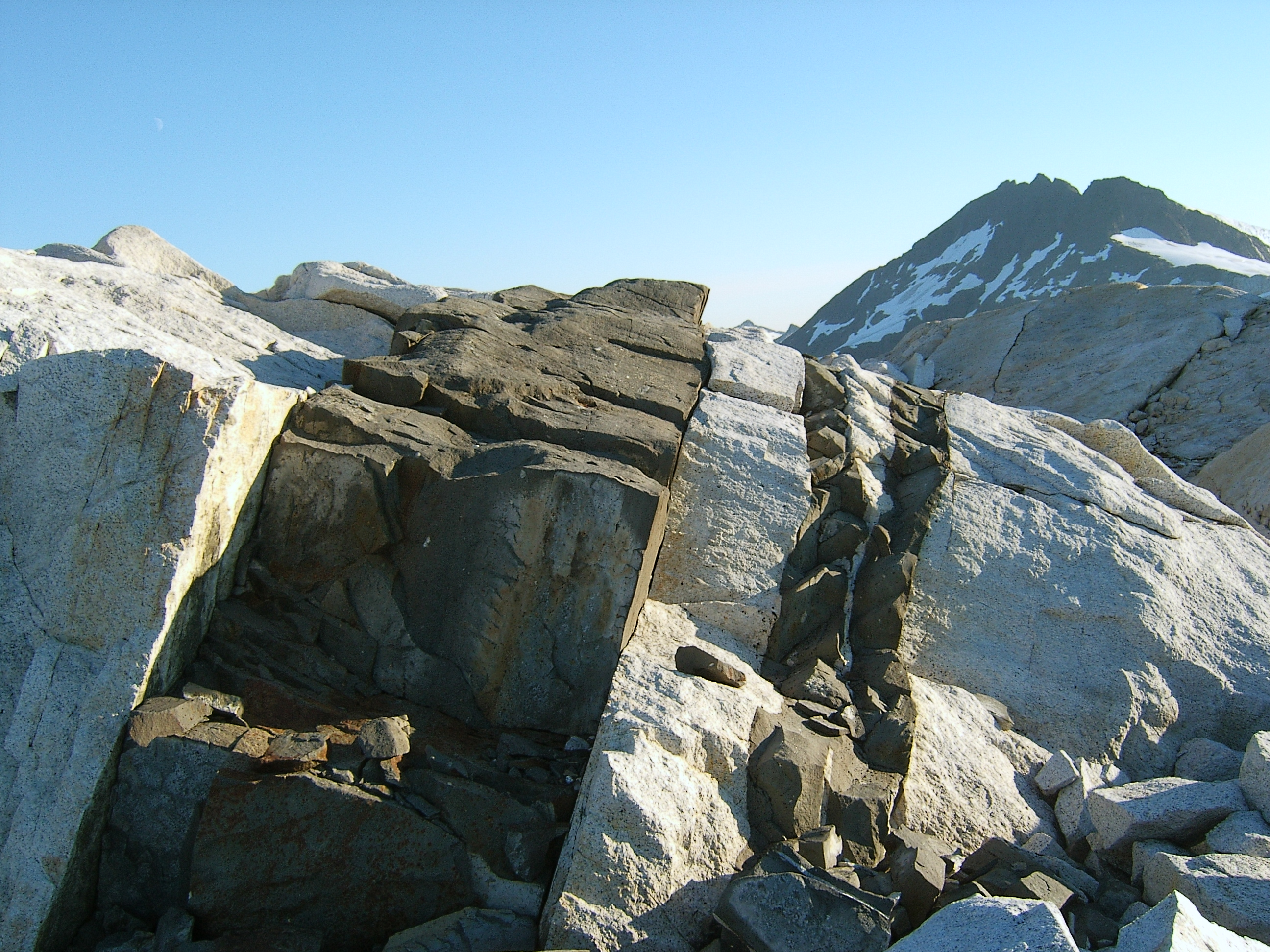
Een donkergekleurde dike die lichter gesteente doorsnijdt in Alaska

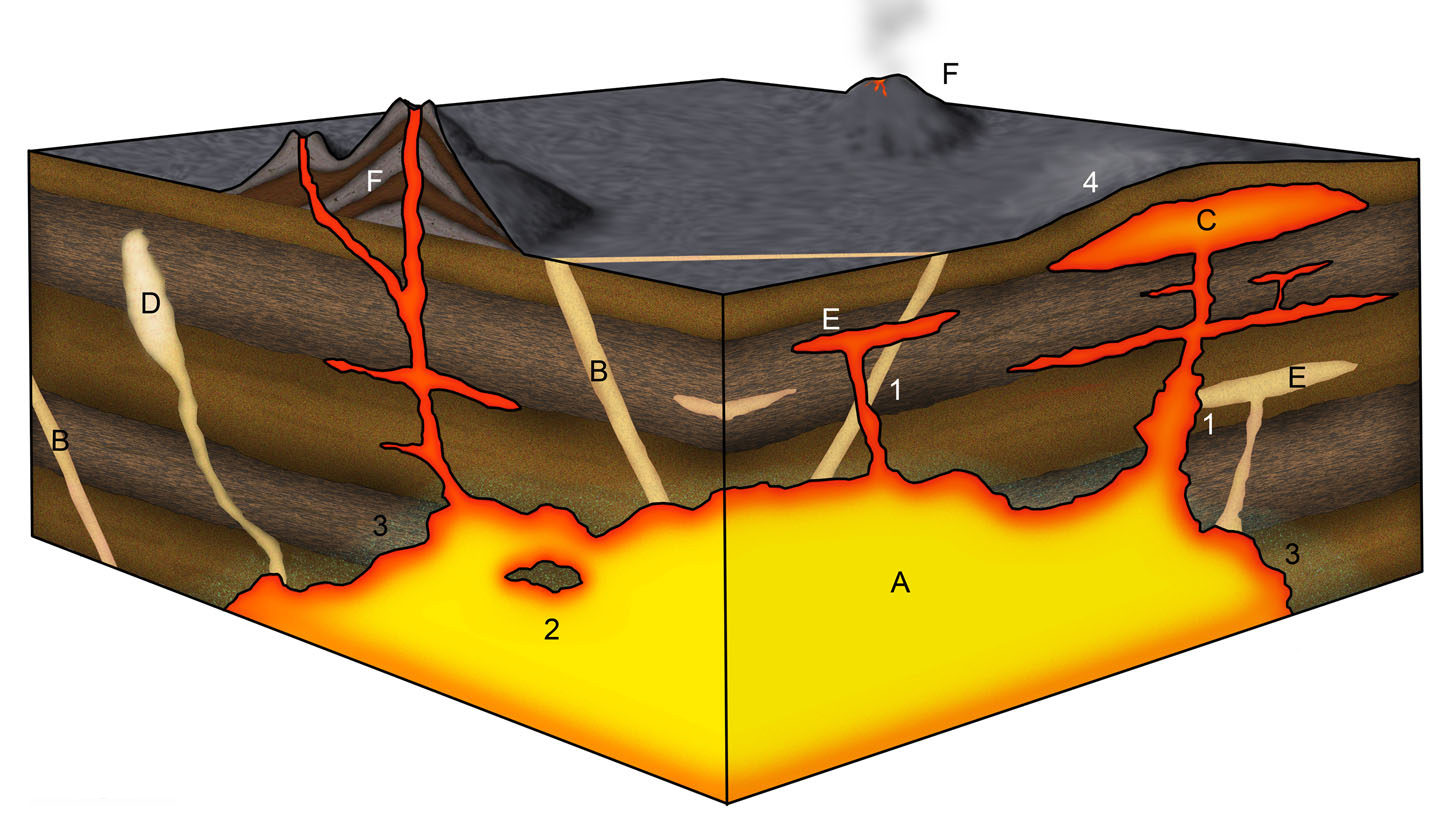
Schematische weergave van intrusielichamen in een gebied waar (felsisch) vulkanisme plaatsvindt. A = batholiet (nog niet gestold: een magmakamer); B = dike; C = laccoliet; D = pegmatiet; E = sill; F = stratovulkaan. Processen in de afbeelding: 1 = jongere intrusie snijdt door een oudere heen; 2 = xenoliet of roof pendant in een magmakamer; 3 = contactmetamorfose; 4 = aardoppervlak wordt opgeheven als gevolg van het ontstaan van een laccoliet.

Een dike (Britse spelling: dyke)  of gang is in de geologie een plaatvormig lichaam dat oorspronkelijk horizontale gesteentelagen doorsnijdt. Dikes kunnen zowel magmatisch als sedimentair van oorsprong zijn.

## Naamgeving
Het woord "dyke" is direct afgeleid van het Nederlandse "dijk". De Amerikaanse en meest gebruikte schrijfwijze is "dike". Door de verticale positie van dikes doen ze enigszins denken aan de (Nederlandse) dijken.

## Magmatische dikes
Magmatische dikes zijn verticale intrusies van gang- of dieptegesteente. Een magmatische dike is als het ware een plak verticaal staande gestolde magma. Dikes kunnen tot kilometers lang zijn en ontstaan meestal in spleten en rekbreuken waar magma langs de zwakke zones omhoog kan komen. Doordat dikes andere gesteentes doorsnijden, valt een ouderdomsrelatie vast te stellen; de dike is altijd jonger dan het gesteente dat doorsneden wordt.
Een stollingsgesteentelichaam dat horizontaal georiënteerd is, wordt een sill genoemd. Sills liggen evenwijdig aan horizontaal afgezette sedimentlagen (strata), terwijl een dike daar loodrecht op staat.
Dikes ontstaan vaak uit een gemeenschappelijke magmakamer of ander gesmolten gesteentelichaam en kunnen "zwermen" vormen. Vaak zijn deze concentrisch terug te vinden rondom een gestold plutoon of diatremen. Het magma volgt bij voorkeur zwakke zones in de aardkorst, vaak breuken en andere spleten. De chemische samenstelling van dikes kan variëren van basaltisch tot ryolitisch. Een bijzondere vorm van een dike, die heel groot kan worden, is een pegmatiet. Deze sterk in zeldzame elementen aangerijkte "armen" vormen zich in de uitersten van magmakamers of in (verbrede) dikes.
Uitverweerde dikes steken uit in het landschap door het verschil in competentie tussen het omringende (sedimentaire) gesteente en de dike. Stollingsgesteentes verweren doorgaans veel moeilijker dan "zachtere" afzettingsgesteentes.

## Sedimentaire dikes
Door sedimentaire of erosieve processen kunnen dikes in gesteente ontstaan, die bestaan uit sedimentair gesteente. Er zijn twee manieren waarop deze structuren kunnen ontstaan:
- Door de lithostatische druk kan in een pakket afwisselend grofkorrelige en (impermeabele) kleiige sedimentlagen een te kritieke vloeistof ontstaan, waarna het grofkorrelige sediment naar boven stroomt in een grote verticale trechter. De structuur die dit achterlaat is een dike opgevuld met het grofkorrelige sediment, die door hogere lagen heensnijdt.
- Als ondiepe sedimentlagen zich in een toestand van permafrost bevinden, kunnen er grote scheuren ontstaan in de bevroren bodem. Deze kunnen van bovenaf gevuld worden met een ander type sediment. Ook in zulke gevallen kan de resulterende structuur in het sediment een dike zijn.